# 小行星7882
小行星7882（英語：7882）是一颗围绕太阳公转的小行星。1993年3月17日，UESAC在拉西拉天文台发现了此天体。
这颗小行星的绝对星等为152.27533等。